# 잉그리트 크레머
잉그리트 크레머(독일어: Ingrid Krämer, 1943년 7월 29일 ~ )는 전 동독의 다이빙 선수로 올림픽 챔피언이다.
드레스덴에서 태어난 크레머는 1960년과 1964년 하계 올림픽에 단일 독일 팀을 위하여 나갔다. 처음에 스프링보드와 플랫폼을 둘다 우승하였고, 4년 후에는 개막식에서 기수로 나왔으며 스프링보드의 2연승을 하였지만 플랫폼에서는 2위에 그쳤다.
1968년 하계 올림픽에서는 동독의 선수로 나와 3m 스프링보드에서 5위를 하였다.
그 후에 은퇴한 그녀는 성공적인 다이빙 코치가 되었다. 독일의 재통일 후에 사임하고 은행원이 되었다.
1975년 국제 수영 명예의 전당에 헌액되었다.